# 安德烈·马塞纳元帅雕像

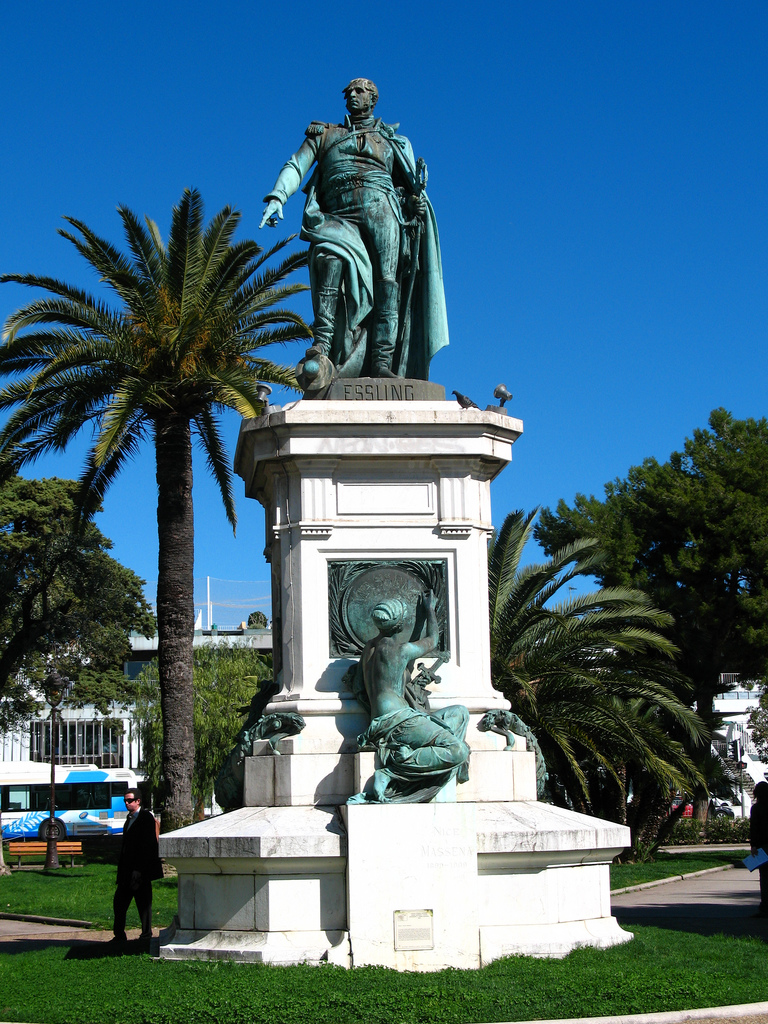
安德烈·马塞纳元帅雕像

安德烈·马塞纳元帅雕像是一尊青铜雕像，位于法国尼斯勒克莱尔将军广场，由雕塑家Albert-Ernest Carrier-Belleuse完成于1869年。
两侧浮雕表现苏黎世战役和热那亚围城。
雕像落成于1869年8月15日，第二帝国的圣拿破仑日，拿破仑一世诞生一百周年。马塞纳的长子安德烈·雷耶、尼斯市市长、滨海阿尔卑斯省长维克多·马塞纳等人发表了演讲。
它在2009年被列为法国历史古迹。